# Маг Египатски
Магас (грч. Mαγας, умро 221. п. н. е.) био је египатски принц из династије Птолемејида. Родитељи су му били краљ Птолемеј III Еуергет и краљица Береника II, ћерка киренског краља Мага. Отац му је преминуо 221. п. н. е. и престо је преузео његов старији брат Птолемеј IV Филопатор, који је на наговор свог главног министра Сосибија наредио Магасово погубљење.